# Camponotus distinguendus
Camponotus distinguendus är en myrart som först beskrevs av Maximilian Spinola 1851.  Camponotus distinguendus ingår i släktet hästmyror, och familjen myror. Inga underarter finns listade.